# Neoregelia angustifolia
Neoregelia angustifolia är en gräsväxtart som beskrevs av Edmundo Pereira. Neoregelia angustifolia ingår i släktet Neoregelia och familjen Bromeliaceae. Inga underarter finns listade i Catalogue of Life.